# Dominique Swain
Dominique Swain (ur. 12 sierpnia 1980 w Malibu) – amerykańska aktorka filmowa. Wystąpiła między innymi w roli tytułowej w filmowej adaptacji powieści Lolita Vladimira Nabokova w 1997 roku. W filmie Bez twarzy (Face off) w 1997 zagrała drugoplanową rolę u boku Nicolasa Cage'a oraz Johna Travolty.

## Wybrana filmografia
- 2017: You Can’t Have It jako Tammy
- 2015: Sześć dróg do śmierci (6 Ways to Sundown) jako Steph Garcia
- 1997: Bez twarzy (Face off) jako Jamie Archer
- 1997: Lolita jako Dolores Haze